# Einar Fagstad
Einar Fagstad, född 30 oktober 1899 i Lillehammer i Norge, död 19 februari 1961 i Göteborg, var en norsk-svensk dragspelare, sångare, skådespelare, kompositör och konstnär.
Fagstad började spela dragspel när han var fyra år. Han utbildade sig till målare för Henrik Sørensen och Axel Revold i Oslo samt för Othon Friesz och Raoul Dufy i Paris. Hans medverkade i utställningar i ett flertal svenska och norska städer. Hans konst består av landskap, stilleben, religiösa motiv samt teaterdekorationer, bland annat utförde han 1921 dekorationerna för Sigrid Undsets barnpjäs Østenfor sol og vestenfor måne. 
Han var även under en period till sjöss. Han engagerades av Ernst Rolf som ackompanjatör från 1923. Han filmdebuterade 1925 i Skeppargatan 40. 
Han var son till köpmannen Oluf Fagstad och Hannav Kraaböl. Einar Fagstad var från 1932 gift med skådespelaren Gertie Löweström. De är begravda på Landskyrkogården i Alingsås.

## Filmografi roller
- 1925 – Skeppargatan 40
- 1929 – Konstgjorda Svensson
- 1931 – Skepp ohoj!
- 1931 – Skepparkärlek
- 1931 – En kärleksnatt vid Öresund
- 1932 – Pojkarna på Storholmen
- 1932 – Vi som går köksvägen
- 1932 – Kärlek och kassabrist
- 1933 – Vi som går kjøkkenveien
- 1933 – Kärlek och dynamit
- 1934 – Anderssonskans Kalle
- 1934 – Flickorna från Gamla Sta'n
- 1934 – Kungliga Johansson
- 1937 – Ryska snuvan
- 1939 – Valfångare
- 1951 – Livat på luckan
- 1958 – Jazzgossen
- 1958 – Kostervalsen

### Filmmusik
- 1931 – Skepparkärlek

## Teater

### Roller
| År   | Roll                | Produktion                              | Regi                 | Teater                      |
| ---- | ------------------- | --------------------------------------- | -------------------- | --------------------------- |
| 1932 | Granberg, skräddare | Jag gifta mig – aldrig Ernst Fastbom    | Ernst Fastbom        | Folkets hus teater          |
| 1932 |                     | Skomakarmiljonären Ernst Leander Berger | Ernst Leander Berger | Folkets hus teater          |
| 1935 |                     | Grabbarna i 57:an Gideon Wahlberg       |                      | Tantolundens friluftsteater |